# Sportul Studențesc
Clubul Sportiv Sportul Studențesc București (rumänisch „der Studentensport“) ist ein rumänischer Sportverein aus Bukarest.

## Geschichte
Der am 11. Februar 1916 vom Mathematiker Traian Lalescu für Studenten gegründete Verein ist einer der ältesten noch aktiven in Rumänien. Nach dem Zweiten Weltkrieg trug er zeitweise den Namen Sparta Bukarest, später dann Știința Bukarest bzw. Politehnica Bukarest, bis 1969 der ursprüngliche Name wieder angenommen wurde. Die Vereinsfarben sind Schwarz und Weiß.

## Fußball

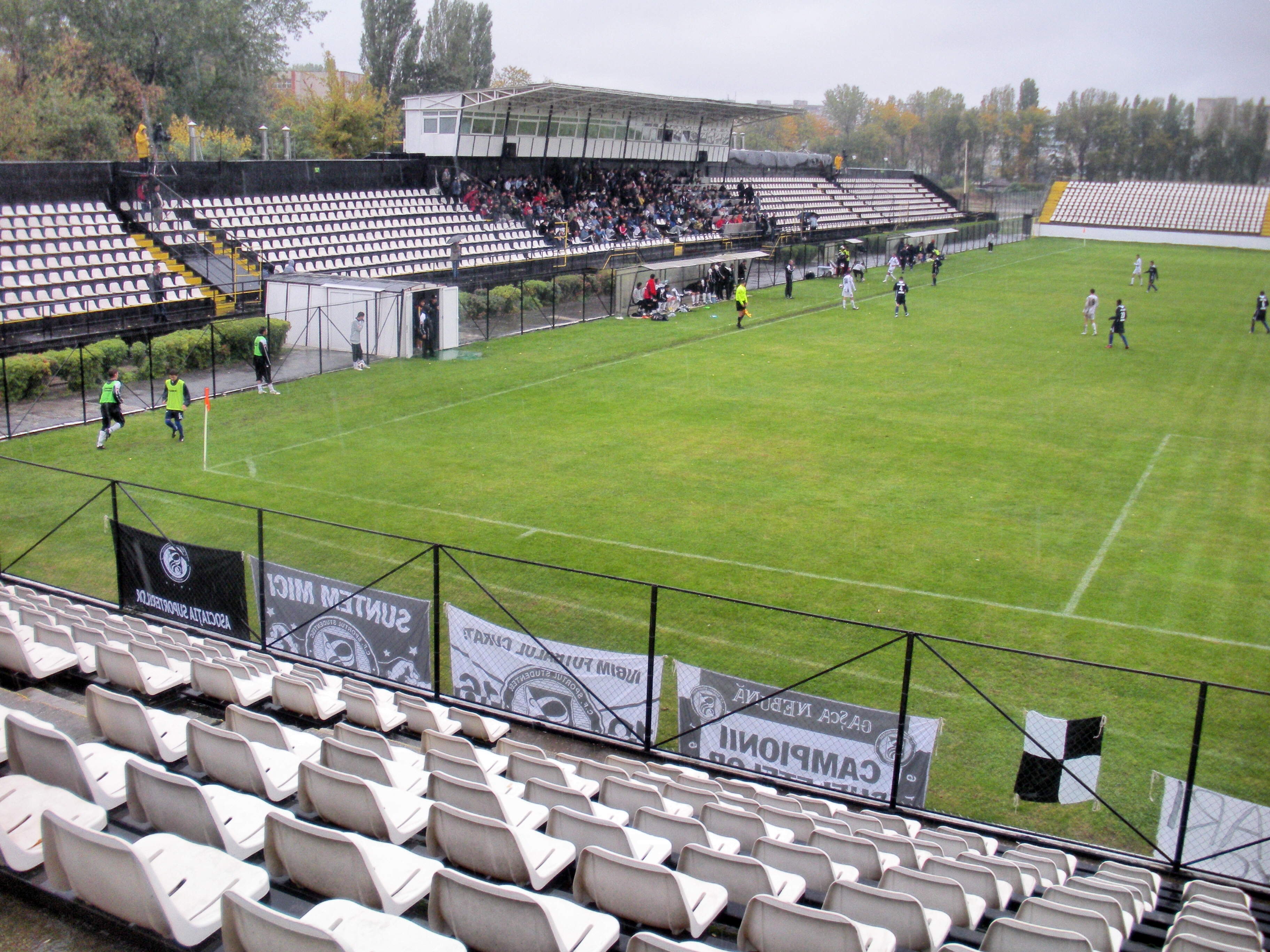
Regie-Stadion mit Blick auf Haupttribüne

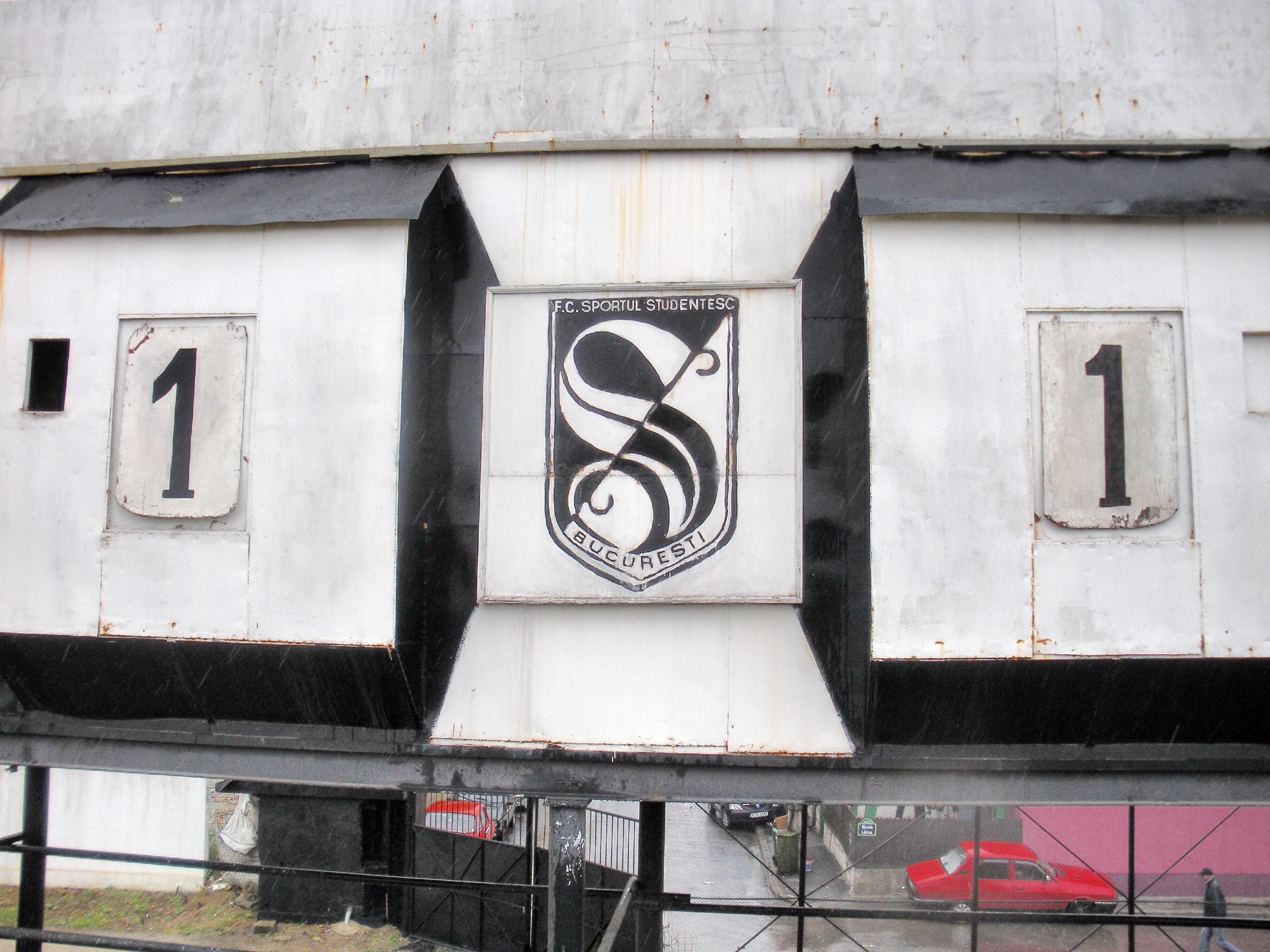
Anzeigetafel im Regie-Stadion

Der Verein trägt seine Heimspiele im 12.000 Zuschauer fassenden Regie-Stadion aus. Der Zuschauerschnitt liegt bei etwa 2.000. Größte Erfolge des Klubs sind der Gewinn des Balkanpokals 1979 und ein zweiter Platz in der rumänischen Liga 1986. Dreimal (1939, 1943 und 1979) scheiterte der Verein im Finale des Rumänischen Pokals. International war der Verein bislang wenig erfolgreich, bestes Resultat war das Erreichen der dritten Runde des UEFA-Pokals 1987.
Am 30. April 2007 trennte sich der Verein von Trainer Gheorghe Mulțescu. In der Saison 2010/11 spielte die Mannschaft nach vier Jahren in der Liga II wieder im Oberhaus. Während der ersten sechs Spieltage wurde sie von Aufstiegstrainer Tibor Selymes betreut, dem Viorel Moldovan folgte. Nach dem Abrutschen auf den letzten Tabellenplatz übernahm Torwarttrainer Florin Tene vor dem 14. Spieltag das Traineramt. Nach einem zweimonatigen Intermezzo von Gabriel Popescu holte Vasile Șiman, der Präsident und Mäzen des Vereins, Mitte März 2011 Gheorghe Mulțescu als Cheftrainer zurück, doch auch dieser Wechsel konnten den sofortigen sportlichen Wiederabstieg in die zweite Spielklasse nicht verhindern. Dass Sportul Studențesc trotz seines letzten Tabellenplatzes auch in der Folgesaison 2011/12 in der Liga 1 spielte, hatte der Verein dem nachträglichen Lizenzentzug von Gloria Bistrița und FC Timișoara zu verdanken.
Nachdem Chefcoach Mulțescu ab Anfang Oktober 2011 wegen Nierenproblemen behandelt werden musste, übernahmen Co-Trainer Daniel Timofte und Torwarttrainer Cătălin Mulțescu das Training der Mannschaft. Nach dem Unentschieden im Heimspiel gegen FCM Târgu Mureș löste Gheorghe Mulțescu am 15. Oktober 2011 seinen Vertrag auf. Nach zwei Meisterschaftsspielen, in denen die Mannschaft von Daniel Timofte betreut worden war, übernahm Daniel Isăilă am 4. November 2011 das Traineramt.
Seit 2014 spielt der Club in der dritten rumänischen Fußballliga, der Liga III.

### Erfolge
- Balkanpokalsieger: 1979
- Rumänischer Vizemeister: 1985/86
- UEFA-Pokal-Achtelfinalist: 1987/88

### Ehemalige Spieler
- Andrei Bărbulescu
- Tiberiu Bălan
- Gheorghe Bucur
- Paul Cazan
- Romulus Chihaia
- Daniel Ciucă
- Marcel Coraș
- Tudorel Cristea
- Gheorghe Hagi
- Gino Iorgulescu
- Costin Lazăr
- Ion Lăpușneanu
- Mircea Lucescu
- Răzvan Lucescu
- Petre Marin
- Dorin Mateuț
- Ionuț Mazilu
- Ion Mihăilescu
- Dumitru Moraru
- Ion Munteanu (bekannt als Munteanu II)
- Bogdan Pătrașcu
- Gheorghe Popescu
- Necula Răducanu
- Mircea Sandu
- Andrei Speriatu
- Eduard Stăncioiu
- Marius Șumudică
- Aurel Țicleanu

### Ehemalige Trainer
- Constantin Ardeleanu
- Ion V. Ionescu
- Ion Motroc
- Mircea Rădulescu (bis 1987)
- Paul Cazan (1987 bis 1988, 1995)
- Ioan Andone (1993 bis 1994, 1995 bis 1996, Anfang 2001 bis März 2003)
- Gavril Balint (1999 bis 2000, 2003 bis 2004)
- Gheorghe Mulțescu (2001, Herbst 2006 bis 30. April 2007, Mitte März 2011 bis 15. Oktober 2011)
- Dan Petrescu (Sommer 2003 bis Ende 2003, Sommer 2004 bis Dezember 2005)
- Cezar Zamfir (Sommer 2006 bis Herbst 2006, September 2007 bis Oktober 2007)
- Daniel Timofte (30. April 2007 bis 2007, 15. Oktober 2011 bis 4. November 2011, April 2013 bis Mai 2013)
- Eduardo Badescu (2007 bis September 2007)
- Marian Mihail (Oktober 2007 bis 5. Januar 2008)
- Adrian Falub (7. Januar 2008 bis 17. März 2009)
- Florin Motroc (17. März 2009 bis 12. August 2009)
- Tibor Selymes (12. August 2009 bis Anfang September 2010)
- Viorel Moldovan (9. September 2010 bis 31. Oktober 2010)
- Florin Tene (31. Oktober 2010 bis Januar 2011)
- Gabriel Popescu (Januar 2011 bis Mitte März 2011)
- Daniel Isăilă (4. November 2011 bis August 2012)
- Eusebio Tudor (August 2012 bis September 2012)
- Virgil Andronache (September 2012 bis Dezember 2012, Juni 2013 bis Juli 2013)
- Ionuț Voicu (März 2013 bis April 2013)
- Cătălin Mulțescu (April 2013)

## Eishockey
Die Eishockeymannschaft des Vereins spielte 1978/79, 1990 bis 2002, 2003 bis 2008 und erneut seit 2009 in der Rumänischen Eishockeyliga. In der Spielzeit 1995/96 wurde Sportul rumänischer Vizemeister.